# Fyffes Line

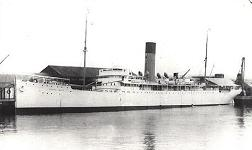
Die ehemalige Carl Schurz als Changuinola

Die traditionelle Kühlschiffsreederei Fyffes Line, die 1901 mit einem Kapital von 150.000 Pfund gegründet wurde, gehörte dem Fruchthändler Elders & Fyffes. Mit Schiffen der Fyffes Line wurden erfolgreich Pionierarbeiten im Bananentransport von Jamaika nach Großbritannien durchgeführt. Die Fyffes-Gruppe ist heute der größte Bananenimporteur in Europa.

## Geschichte

### Gründung
Nach der Gründung der Gesellschaft Elders & Fyffes wurden 1902 drei Schiffe von Furness, Withy & Co. gekauft und umgebaut, um grüne Bananen aus Westindien nach Großbritannien zu transportieren. Die drei mit rund 3.500 BRT vermessenen Dampfschiffe Appomattox, Chickahominy und Greenbrier (Flottenliste-Nr. 7–9) wurden in Newcastle-upon-Tyne zu Kühlschiffen umgebaut. Im gleichen Jahr kam das vierte Schiff, die weitgehend baugleiche und mit 3.000 BRT vermessene Oracabessa, zur Reedereiflotte. In der Flottenliste wurden die Nummern 1 bis 6 mit Schiffen der Vorgängerrederei Imperial Direct West India Mail Servic Company belegt und betreffen die Port Morant, Port Maria, Port Royal, Port Antonio, Port Henderson und Port Kingston. 1904 wurden drei Kühlschiffsneubauten bestellt, die jeweils mit rund 3.800 BRT vermessen und auch mit Passagierkabinen ausgestattet waren.

### Übernahme durch United Fruit Company
1910 wurden 50 Prozent der Gesellschaft von der United Fruit Company (UFC) übernommen, sie behielt aber den ursprünglichen Namen. 1912 wurden weitere Anteile von der United Fruit Company erworben, die damit die Mehrheit übernahm.

### Kühlschiffe

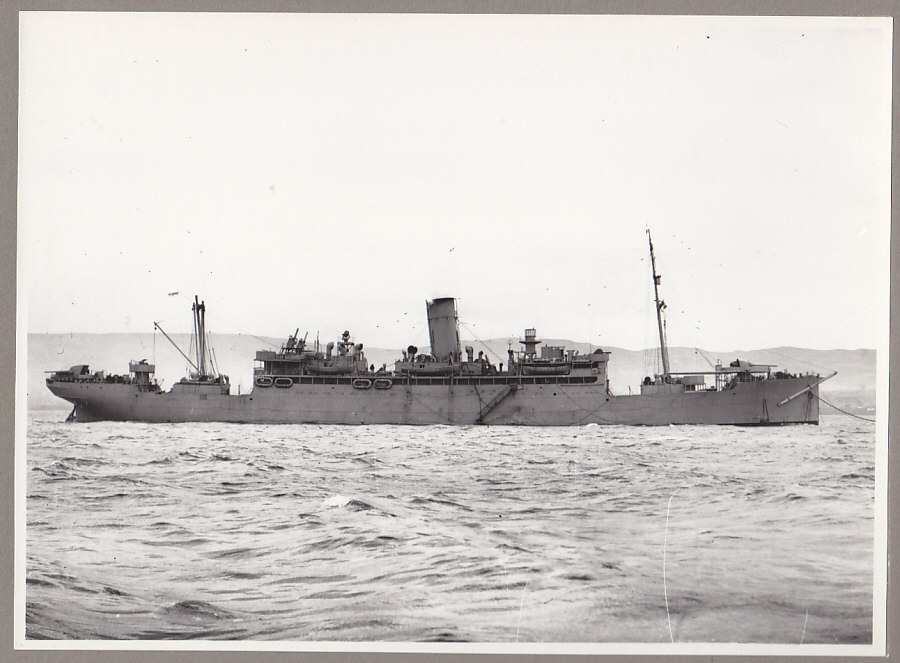
Die 1924 an Elder & Fyffes abgelieferte Cavina II im Zweiten Weltkrieg

1914 zählte die Fyffes-Flotte 16 Schiffe, darunter auch die zwei Kühlschiffe der Hamburg-Amerikanische Packetfahrt-Actien-Gesellschaft, die Carl Schurz, die in Changuinola (Flottenliste-Nr. 27), und die Emil L. Boas, die in Motagua (Flottenliste-Nr. 28) umbenannt wurden. Alle Schiffe wurden im Ersten Weltkrieg von der britischen Regierung requiriert und einige von ihnen im Laufe des Krieges versenkt.
Das Unternehmen erhielt nach dem Krieg u. a. die Kühlschiffe von der Reederei F. Laeisz, die Pungo und Pionier als Kriegsbeute. Die Pungo hieß fortan Greenbrier II (Flottenliste-Nr. 34) und die Pionier wurde in Miami II (Flottenliste-Nr. 35) umbenannt. Die Reederei erholte sich schnell von den Kriegsfolgen und stellte weitere Neubauten in Dienst.
Die Chirripo II (5.360 BRT), 1920 von Workman, Clark & Co. abgeliefert, wurde 1935 an die Union Handels- und Schiffahrtsgesellschaft verkauft und in Wesermünde umbenannt, ebenso die Zent II, die als Brake, und die Reventzon (Flottenliste-Nr. 34), die als Bremerhaven fortan für die Union unter deutscher Flagge liefen. Hier ist der Einfluss der übergeordneten Muttergesellschaft United Fruit Company auf Elders & Fyffes und Union zu spüren. Von dem Typschiff Chirripo II wurden bis 1929 insgesamt 17 Schwesterschiffe von den Hauswerften Cammell, Laird & Company und Alex. Stephen & Co an Elders & Fyffes abgeliefert. Im September 1939 waren es 56 Schiffe, die in den vorangegangenen 38 Jahren unter der Fyffesflagge fuhren. In den sechs Jahren des Zweiten Weltkriegs gingen 14 Schiffe auf See verloren.

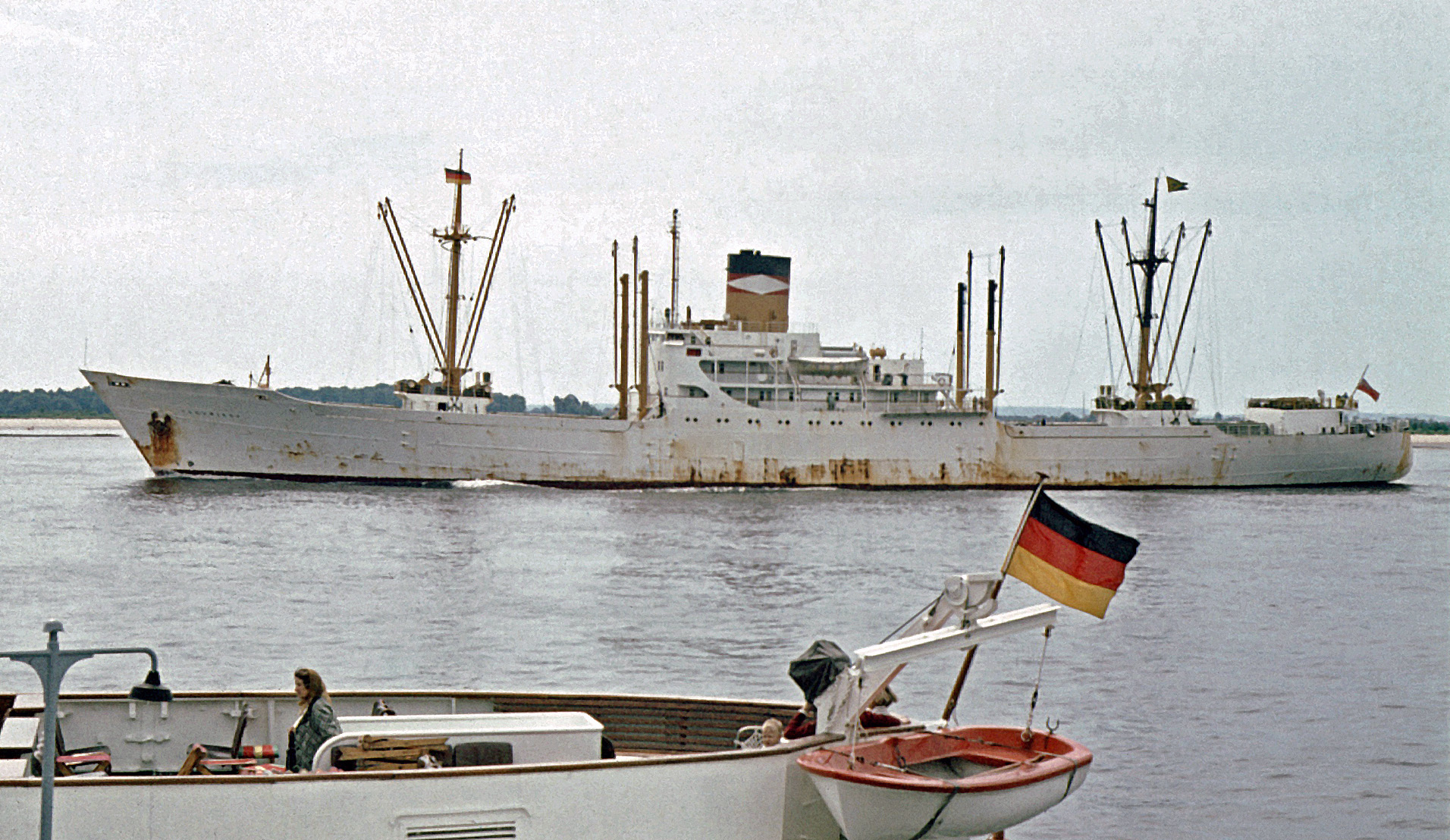
Die 1962 vom Bremer Vulkan gebaute Tucurinca

Von November 1940 bis zum 30. Dezember 1945 erließ die britische Regierung ein Verbot für die Einfuhr von Bananen. Nach dem Zweiten Weltkrieg wurden die in Pacuare (II) (Flottenliste-Nr. 71) umbenannte Pelikan, die in Nicoya II (Flottenliste-Nr. 72) umbenannte Panther und die in Reventazon III (Flottenliste-Nr. 73) umbenannte Panther II der Reederei F. Laeisz als Kriegsbeute übernommen. Von Harald Schuldt & Co. KG kam das Kühlschiff Angelburg, das in Zent III (Flottenliste-Nr. 74) umbenannt wurde.
Drei Anfang der 1930er Jahre gebaute turbo-elektrische Kühlschiffe wurden 1959 von der United Fruit Co. übernommen. Von 1960 bis 1963 wurden vom Bremer Vulkan sechs neue Kühlschiffe, die Tenadores, Tetela II, Turrialba, Telde II, Tilapa II und Tucurinca II (Flottenliste-Nr. 88–93), mit Dampfturbinenantrieb an Elders & Fyffes abgeliefert. Die von Zweitakt-Dieselmotoren angetriebenen Kühlschiffe Matina IV und ihre Schwesterschiffe Morant, MotaguaII, Musa Manistee IV, MazatecII, Magdalena und Manzanares II wurden von 1969 bis 1973 von der japanischen Werftengruppe Kawasaki Heavy Industries an die Reederei abgeliefert und werden in der Flottenliste unter den Nummer 102 bis 109 geführt. 1974 wurden die Darien (ex Polarstern von der Deutschen Werft) und Davao (ex Polarlicht, 1964 von Blohm & Voss), beide 1964 an Hamburg Süd abgeliefert, übernommen. Diese Schiffe erhielten die Flottenliste-Nr. 110 und 111. Die Jarikaba und Schwester Nickerie von der japanischen Werft Hayashikane SB & E (Flottenliste-Nr. 115 und 116), die 1986 gechartert wurden, zählten wie die Coppename und Cottica (Flottenliste-Nr. 117 und 118) von der gleichen Werft mit ähnlichen Abmessungen zu den letzten eigenen Kühlschiffen der Reederei.

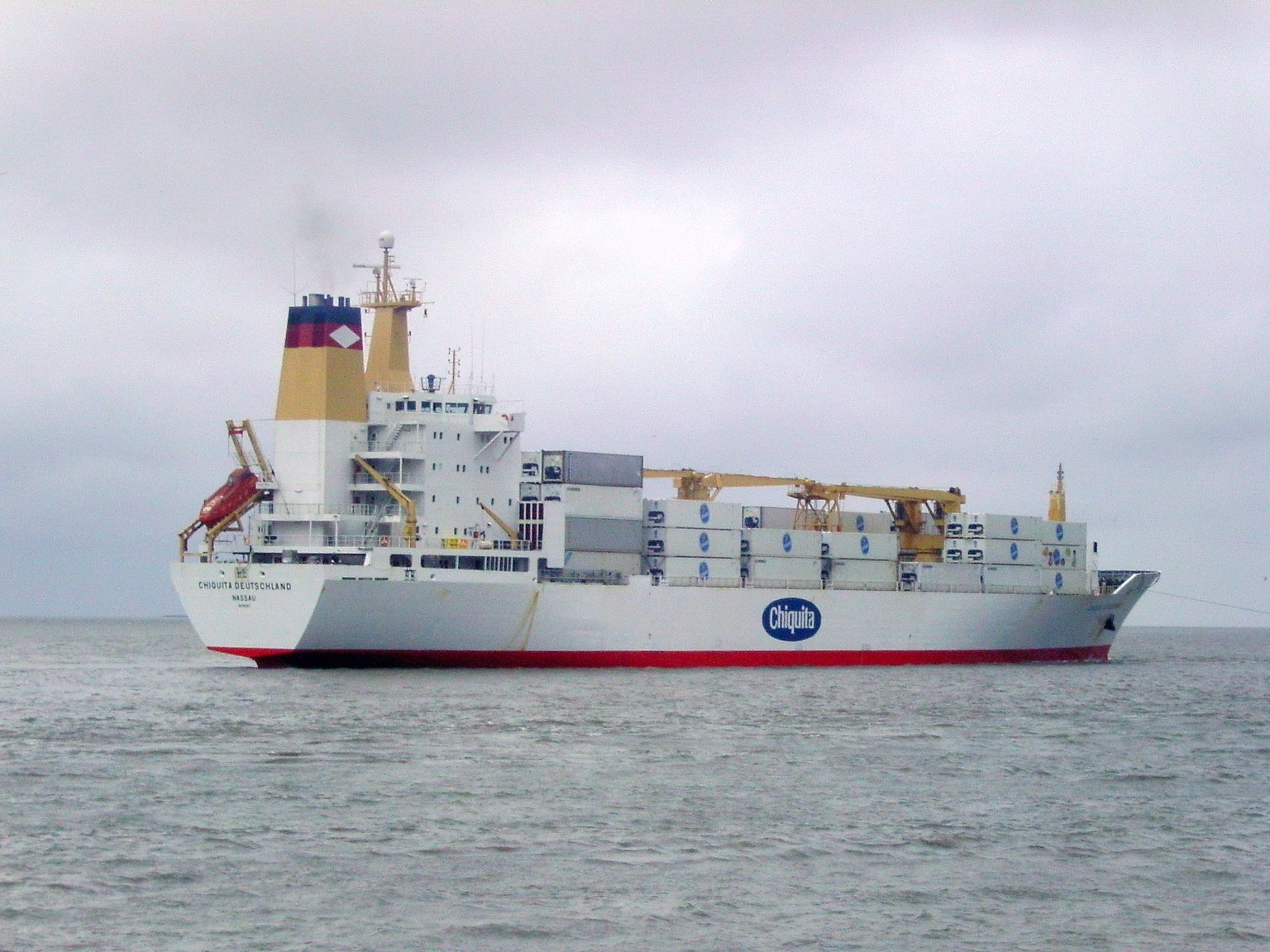
Heckansicht der Chiquita Deutschland der Länderklasse

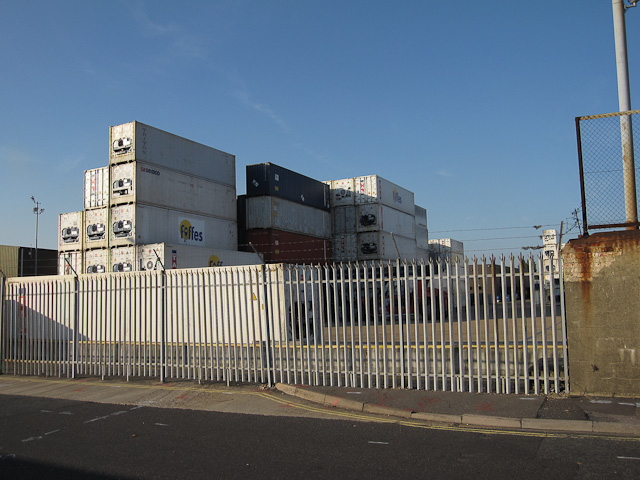
Fyffes-Kühlcontainer für Bananen in Portsmouth

### Kühlcontainerschiffe
Technisch sehr interessant waren die zwei nach heutigen Maßstäben sehr kleinen Kühlcontainerschiffe Barranca und Bayano II (Flottenliste-Nr. 112 und 113), die 1972 von der spanischen Werft Hijos de J. Barreras aus Vigo abgeliefert wurden. Sie hatten einen Portalkran, insgesamt eine Kapazität von 186 Kühlcontainern und zählten zu den wenigen Containerschiffen, auf denen alle Stellplätze für den Kühlcontainerbetrieb eingerichtet waren. Sie waren für den Dienst von Puerto Cortés nach Galveston ausgelegt, konnten insgesamt 80.000 Bananenkartons transportieren und liefen 16 Knoten.

## Heute
Entscheidend ist, dass die beiden vorstehenden Schiffe zu den Pionieren des Bananentransportes in Containern gehörten. Der langsame Übergang erfolgte u. a. mit den Länder-Kühlschiffen der Great White Fleet, die viele Kühlcontainer an Deck laden können. Dieser Schritt wurde 2016 weitgehend abgeschlossen, denn heute werden Fyffes-Bananen bis auf wenige Ausnahmen in Kühlcontainern vorwiegend auf Containerschiffen transportiert. Vorteil sind sehr flexible Kontrakte mit Containerschiffsreedereien, die keine langfristige Kapitalbindung in Kühlschiffe erfordern. Daran beteiligt waren und sind in der Regel Schiffe von anderen Reedereien wie z. B. Maersk, MSC, Hamburg Süd, Crowley und Dole.
Chiquita hat 2014 eine geplante Fusion mit Fyffes platzen lassen, denn der brasilianische Safthersteller Cutrale übernahm Chiquita für 1,3 Milliarden Dollar inklusive Schulden.